# Fitzpatrick-Gletscher
Der Fitzpatrick-Gletscher ist ein Gletscher im ostantarktischen Viktorialand. Im westlichen Teil der Quartermain Mountains fließt unmittelbar südlich des Cassidy-Gletschers und 3 km südsüdwestlich des Fireman-Gletschers.
Das Advisory Committee on Antarctic Names benannte ihn 2011 nach der US-amerikanischen Geologin und Klimatologin Joan J. Fitzpatrick, die als leitende Wissenschaftlerin unter anderem an zahlreichen Eisbohrkernuntersuchungnen in Antarktika beteiligt war.